# Viola lanaiensis
Viola lanaiensis är en violväxtart som beskrevs av Wilhelm Becker. Viola lanaiensis ingår i släktet violer, och familjen violväxter. Inga underarter finns listade i Catalogue of Life.